# Lokomotivní řada
Lokomotivní řada je skupina lokomotiv postavených podle společného návrhu, obvykle pro jednu železnici nebo železniční trať. Například Spojené státy obecně používaly Whyteovu notaci pro klasifikaci parních lokomotiv,
ale firma Baldwin Locomotive Works měla svůj vlastní klasifikační systém.
Podrobnosti jsou uvedeny v článku značení lokomotiv a dalších.

## České země
Parní lokomotivy v Československu příležitostně jezdily v pravidelném provozu až do roku 1983.[zdroj?] Výroba byla ukončena roku 1958 a z pravidelného provozu ČSD byla poslední parní lokomotiva vyřazena roku 1980.[zdroj?] Další podrobnosti viz Seznam českých a slovenských parních lokomotiv a Seznam českých a slovenských lokomotiv.

### Vybrané lokomotivní řady
- Lokomotivní řada 380 (Škoda Transportation)
- Lokomotivní řada 381 (Škoda Transportation)
- Lokomotivní řada 163
- Lokomotivní řada 363

Další řady lokomotiv jsou uvedeny v článku Seznam českých a slovenských lokomotiv.